# نوید خواجه‌زاده
نوید خواجه‌زاده  (زاده ‎۲۷ آبان ۱۳۷۵) بازیکن بسکتبال ۳ نفره اهل ایران است. از افتخارات وی میتوان به کسب مدال برنز در بازی‌های آسیایی ۲۰۱۸ اشاره کرد. 